# شهرستان سنقر

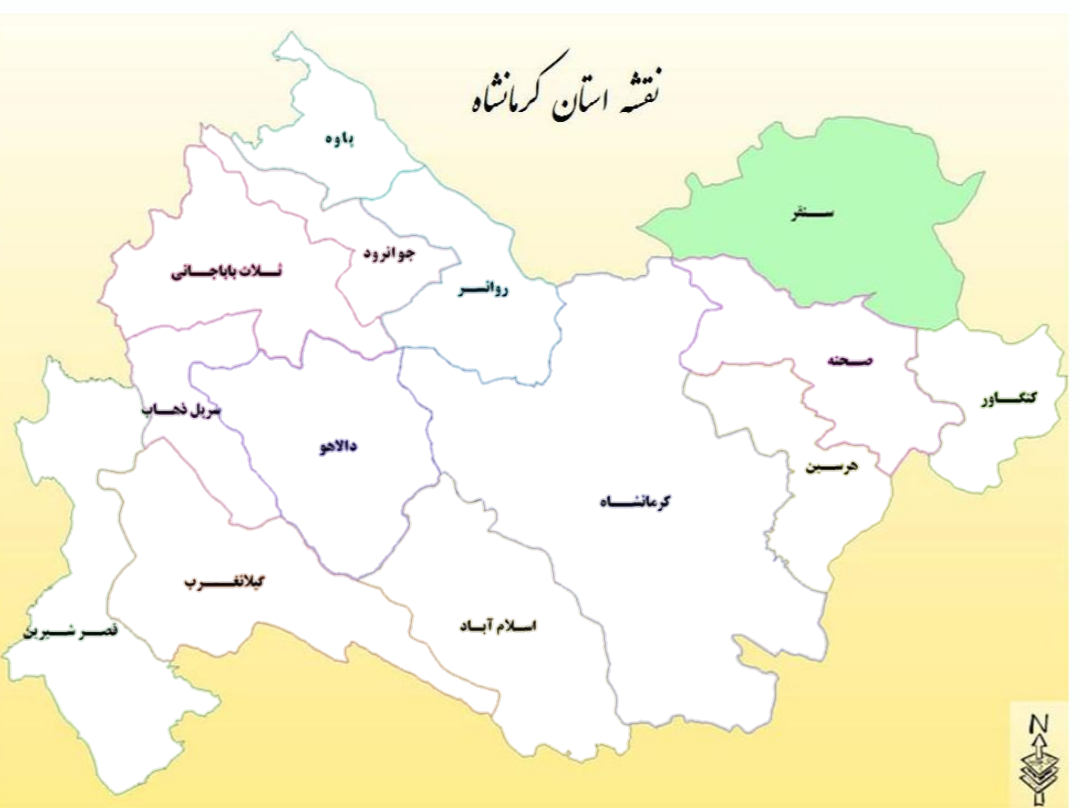
شهرستان سنقر و کلیایی

شهرستان سنقر یا شهرستان سنقر و کلیایی یکی از شهرستان‌های استان کرمانشاه در غرب ایران است. شهرستان سنقر از شمال با شهرستان قروه و شهرستان دهگلان، از غرب با شهرستان کامیاران، از جنوب با شهرستان صحنه از جنوب شرق با شهرستان کنگاور و از شرق با شهرستان اسدآباد همسایه است.

## وجه تسمیه
در ایران سه روستا با نام سنقر وجود دارد و در کشور لیبی هم یک قصبه به نام سنقر وجود دارد. سنقر مرغی است شکاری. شنگار (فرهنگ لغت معین ج ۵) سنقر:{ت} (س. ق) نوعی از باز، مرغی است شکاری و خوش خط و خال که از انواع دیگر بازها قوی تر بسیار نیز و چالاک است. به عربی نیز سنقر یا سنقور می‌گویند (فرهنگ عمید، ج ۲)
سنقر مرغی است شکاری از نوع چرغ (آشیانهٔ مرغ) که به زیبا و قدرت شناخته شده و در گذشته پادشاهان با استفاده از آن به شکار می‌پرداخته‌اند (برهان قاطع). ساکنان شهرستان بر این باور هستند که این منطقه از شکارگاه‌های پادشاهان ساسانی بوده‌است و ممکن است این امر به نامگذاری شهرستان مرتبط باشد. 
در منابع تاریخی پیش از اسلام از این شهر با نام ماذپَهرَگ (مادپهله) یاد شده‌است. تلفظ این کلمه در دوران پس از اسلام به صورت ماینه‌هره یا ماینه‌هره‌ج درآمد. این نام از دو جزء ماد/مای/مایه‌ن/مایان و پهله ساخته شده‌است. در دوران کنونی نیز نام ماد و مایان همچنان به کوه مایان‌کوه که شهر سنقر  که به دوران (ماد) برمیگردد در دامنهٔ آن قرار دارد اطلاق می‌شود. واژهٔ پهله نیز در نام منطقه و طایفهٔ فه‌یله‌کوڕی به جای مانده‌است.

## موقعیت جغرافیایی
اگر شهرهای همدان و کرمانشاه و سنندج را به عنوان رئوس یک مثلث در نظر بگیریم شهرستان سنقر با مساحتی حدود ۲۲۴۲ کیلومتر مربع تقریباً در مرکز مثلث در شمال شرق استان کرمانشاه بین ۴۷ درجه و ۱۹ دقیقه تا ۴۷ درجه و ۵۷ دقیقه طول شرقی و ۳۴ درجه و ۴۴ دقیقه تا ۳۵ درجه و ۴ دقیقه عرض شمالی واقع شده‌است.

## تاریخ
در دوره صفویه اسدآباد جزء منطقه سنقر و کلیائی شمرده می‌شده‌است. در زمان شاه عباس صفوی، حاکم سنقر نیروهای عثمانی را از مرز بیرون راند. در دوره افشاریه و زندیه سران ایل کلیایی که خود را از اعقاب صفی خان از خان‌های دوره صفوی می‌دانند به حکومت سنقر منصوب بوده‌اند تا در ۱۲۰۰/اوایل حکومت قاجار به عنوان تیول حکومت سنقر به خسروخان والی اردلان کرستان تفویض گردید.

## ارتفاعات
بلندترین کوه شهرستان، کوه دالاخانی (در زبان کُردی به معنی آشیانۀ کرکس‌ها) با ارتفاع آن ۳٬۳۵۰ متر است که در جنوب شهر سنقر قرار گرفته‌است. این کوه به همراه مادیان‌کوه (به کُردی: مایان کۊیه) در شمال و کوه‌های ژن و پیا (زن و مرد) و کمرزرد در غرب احاطه کرده‌است. پست‌ترین نقطۀ این منطقه نیز به ارتفاع ۱٬۵۰۰ متر در محل خروجی گامیشان در جنوب روستای شاه‌گدار است.

## مردم‌شناسی
ساکنین شهرستان سنقر را مردم ترک و کُرد تشکیل می‌دهند.. ترک‌ها عمدتاً در شهر سنقر ساکن هستند، در حالیکه کُردها علاوه بر شهرهای سنقر و سطر در اکثر روستاهای این شهرستان هم سکونت دارند. هر دو قوم کُرد و ترک به زبان کُردی تسلط کامل دارند.
محمدعلی سلطانی در کتاب جغرافیای تاریخی و تاریخ مفصل کرمانشاهان در ارتباط با سنقر می‌نویسد:
اهالی بومی شهر سنقر به زبان تُرکی که بسیاری از کلمات آن کُردی است سخن می‌گویند و اطراف آن کلاً کُردزبان و به گویش سورانی و آمیخته‌ای از لغات گویش کرمانج می‌باشد؛ سخن می‌گویند.
شهرستان سنقر در سال ۱۳۹۵ بالغ بر ۹۳٬۶۶۱ نفر جمعیت داشته‌است.

## آب و هوا

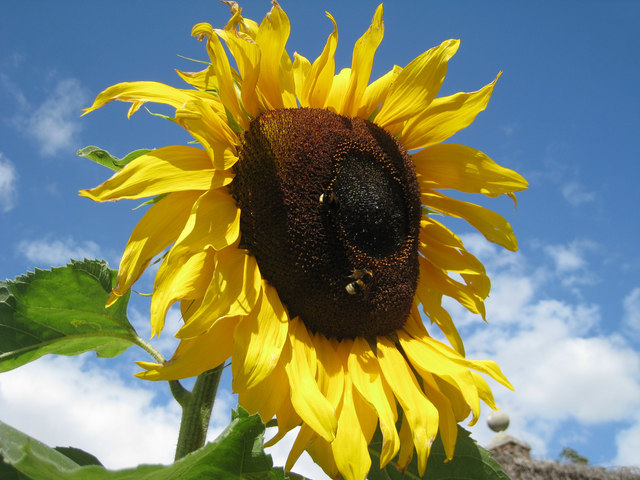
شهرستان سنقر و کلیایی قطب تولید تخمه آفتابگردان

شهرستان سنقر و کلیایی دارای زمستان سرد و طولانی با سرمای سخت و سنگین است. تابستانش گرم و کوتاه، بهار پرباران و پاییز این شهرستان سرد است. ارتفاع زیاد و عرض جغرافیای نسبتاً بالا موجب پیدایش شرایط آب و هوایی سرد در سنقر شده‌است. زمستان سنقر از اواسط نوامبر (آبان) شروع شده تا اواخر آوریل (فروردین) ادامه دارد. ماه ژانویه (دی) سردترین ماه سال در این منطقه است. در این ماه متوسط حداقل دمای هوا به ۴/۱۱- درجۀ سانتی‌گراد و روزهای یخبندان آن در سال به ۱۰۹ روز می‌رسد. بر اساس همین اطلاعات تیر و مرداد گرم‌ترین ماه‌های سال هستند که در این ماه‌ها متوسط حداقل دمای هوا به ۸/۲۴ درجه سلسیوس می‌رسد.

## محصولات
گندم فراوانترین محصول کشاورزی این شهرستان می‌باشد که از گندم‌زارهای بسیار وسیع گرداگرد مادیان‌کوه به‌دست می‌آید. اما مشهورترین محصول کشاورزی این شهرستان تخمهٔ آفتاب‌گردان است که دارای عطر و طعم بسیار خوب و منحصربه‌فردی است. علت این مزیت نه‌تنها گونهٔ خاص آفتاب‌گردان این منطقه، بلکه فن بو دادن و پختن تخمه است که از دیرباز در اختیار تخمه‌پزی‌های این شهرستان بوده است. همچنین فرش دست‌باف سنقر شهرت جهانی و قدمتی بالغ بر ۱۰۰ سال دارد. تا چند سال پیش در شهر کلن آلمان نمایشگاهی از فرش‌های کلیایی برقرار بوده‌است.

## مناطق دیدنی و تفریحی

### چشم‌انداز طبیعی
شهرستان سنقر و کلیایی در جلگه همواری واقع شده و اطراف آن را رودخانه، سبزه‌زار، باغات و بیشه‌زار فرا گرفته‌است و قله‌های کوه‌های آن تا اواخر تابستان از برف زمستانی پوشیده‌است.
سرآب سنقر که در ابتدای جاده سنقر به سمت بیستون در نزدیکی روستای گزنه‌له است، دارای آبی فراوان و باغستان‌هایی که اطراف آن را احاطه کرده مکانی دیدنی برای گردشگران که پارکی نیز درون محوطه آن احداث شده‌است. پل معلق و زیپ‌لاین نیز در سرآب سنقر وجود دارد. سراب روستای گلویج که در ۱۵ کیلومتری جنوب غربی سنقر واقع شده و از طریق مسیر جاده‌ای به شهر سطر، سپس روستای شورآباد و روستای صفائیه و گذر از چند قصبهٔ کوچک می‌رسد، دارای سرآبی با آب زلال است که اطراف آن را درختان کهنسال زیبا که احتمالاً وجه مقدسی برای اهالی دارند احاطه کرده و درست در کنار روستا و مشرف به روستا در پای کوهی به زن و مرد قرار گرفته که در فرهنگ عامیانۀ مردم روایات فراوانی راجع به آن وجود دارد.
کوه دالاخانی، ارتفاعاتی که اوج آن به ۳۳۰۰ متر می‌رسد در جنوب شرقی سنقر واقع شده و در تابستان مکانی جالب و دیدنی برای صعود کوهنوردان است.

چشم‌انداز مادیان‌کوه که در شمال شهر سنقر واقع شده، به پشت اسبی شباهت دارد که سر و گردن خود را پایین برده باشد. منصور یاقوتی در رمان «چراغی بر فراز مادیان‌کوه» این کوه را به عنوان مکان داستان خود مورد اشاره قرار داده‌است.
از دیگر مناطق دیدنی این شهرستان می‌توان به سراب کنگرشاه اشاره کرد که در مسیر جادۀ سنقر-صحنه قرار داشته و در روزهای گرم تابستان طبیعت مناسبی دارد. راه این سراب از سمت جنوب شهرستان سنقر به سمت شهرستان صحنه ادامه می‌یابد.
کوه‌های اطراف روستاهای ورمقان نیز از نظر زیبایی طبیعی و تنوع گیاهان دارویی اهمیت بسیاری دارد. تیرماه بهترین زمان دیدن این کوه است. سد روستای قمام نیز محل مناسبی برای ماهیگیری است.

### آثار تاریخی
از آثار باستانی شهرستان سنقر می‌توان به آرامگاه مالک اشاره کرد که با توجه به معماری آن که یک بنای آجری ۶ ضلعی است به دوره سلجوقیان مربوط می‌شود. بقعۀ امامزاده احمد در سنقر واقع شده است. 
در گذشته حدود ۱۵۰ حمام تاریخی در شهرستان سنقر وجود داشته که اکنون بخش زیادی از آن‌ها تخریب شده‌اند. اکثر حمام‌های تاریخی سنقر مربوط به دورۀ قاجاریه هستند. در حال حاضر ۱۷ حمام تاریخی در این شهرستان وجود دارد. ۸ مورد از این حمام‌ها شامل ده‌رضوان، ده‌شیخ، سردره قبادی، ده‌نو، سطر، چرمله، کچگینه و خان‌جمال زمانی به ثبت ملی رسیده‌ اند.

## تقسیمات کشوری
- بخش مرکزی
- روستای سهنله
  - دهستان آب‌باریک
  - دهستان فعله کری
  - دهستان هزارخانی
  - دهستان سراب
  - دهستان پارسینه (فارسینج)

شهرها: سنقر
- بخش کلیائی
  - دهستان آگاهان
  - دهستان سطر
  - دهستان کیونانات

شهرها: سطر که مرکز بخش کلیایی است.
- بخش باوله
  - دهستان گاورود (سنقر)
  - دهستان فعله کری

روستای باوله مرکز این بخش می‌باشد

## معادن
معادن استان کرمانشاه در قالب پنج پهنهٔ معدنی دسته‌بندی شده‌اند. بر این اساس در پهنهٔ شهرستان سنقر و کلیایی معادن سنگ آهن (هماتیت) قرار دارند.

## صنعت
ساخت یک واحد پتروشیمی تولید انواع مشتقات متیل آمین از سال ۱۴۰۰ در شهرستان سنقر آغاز شده است. این واحد صنعتی که با نام «شرکت صنایع شیمیایی نگین سنقر» فعالیت می‌کند، به «گروه سرمایه‌گذاری و توسعۀ صنایع تکمیلی پتروشیمی خلیج فارس» وابسته به شرکت صنایع پتروشیمی خلیج‌فارس تعلق دارد.

## ورزش
از سنقر و کلیایی به عنوان یکی از قطب‌های دو و میدانی ایران یاد می‌شود. در طی ۳۰ سال از دهۀ ۱۳۷۰ تا ۱۴۰۳، در تیم‌های ملی دو و میدانی ایران ۱۱ ورزشکار از شهرستان سنقر و کلیایی حضور داشته‌اند. از جمله ورزشکاران دو و میدانی اهل سنقر و کلیایی می‌توان به مجید کیهانی رئیس سابق فدراسیون، حسین کیهانی رکوردار بازی‌های آسیایی و مرتضی ناظمی قهرمان مسابقات کارگران جهان اشاره کرد. با این وجود در حوزۀ ورزش دو و میدانی در شهرستان سنقر و کلیایی کمبود شدید تجهیزات و اعتبارات وجود دارد.